# Martyrologium

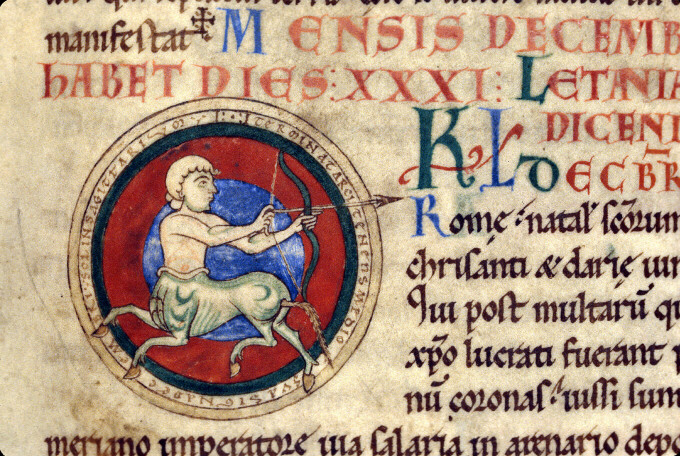
Detail uit het werk van Usuardus

Een martyrologium (Latijn voor martelarenboek) is een catalogus van (biografische gegevens over) de martelaren in de Westerse Kerk, geordend volgens de kerkelijke kalender. 
Oorspronkelijk vermeldden deze werken alleen plaatselijke heiligen. Rond 450 ontstond het martyrologium van Hiëronymus of Martyrologium Hieronymianum, een lijst van martelaren die behoorde tot de meest gebruikte in de middeleeuwen. In de 9e eeuw ontstonden soortgelijke werken met uitgebreidere omschrijvingen van de heiligenlevens. Uit die tijd stamt ook het bekendste martyrologium van Usuardus, dat als basis diende van het Romeinse martyrologium dat sinds 1584 de officiële catalogus vormt voor de Katholieke Kerk.
In het Oosters christendom worden de termen menologion en synaxarion gebruikt voor dergelijke catalogi.